# إثناتوراف
بلدية حصن أطراف أو (نقحرة: إثناتوراف) (بالإسبانية: Iznatoraf) هي بلدية تقع في مقاطعة جيان التابعة لمنطقة أندلوسيا جنوب إسبانيا.

## الديموغرافيا
بلغ عدد سكان بلدية حصن أطراف 1.083 نسمة عام 2011 (وفقاً للمعهد الوطني للإحصاء الإسباني).
| 1.218 | 1.220 | 1.274 | 1.188 | 1.121 | 1.107 | 1.083 |